# High Hopes (альбом)
High Hopes — 18-й студійний альбом американського рок-виконавця Брюса Спрінгстіна, представлений 18 січня 2014 року на лейблі Columbia Records. Диск одразу очолив основний американський чарт Billboard 200 (11-й раз в кар'єрі виконавця) і британський чарт UK Albums Chart (10-й раз).

## Про альбом
Робота над альбом розпочалась 9 грудня 2012 року, коли Спрінгстін подзвонив Рону Еніелло для того, щоб обговорити деякі демо-записи старих пісень, котрі так і не були завершені. Запис розпочався в Лос-Анджелесі і продовжувався у різних студіях в Австралії та США (Нью-Джерсі, Атланта, Нью-Йорк, Нашвілл).
Протягом першого тижня після релізу платівка очолила чарт Billboard 200 із тиражем в 95 000 копій у США. Раніше Брюс Спрінгстін лідирував 11 разів у цьому чарті, що є 3-ім показником за всю рок-історію (після The Beatles і Jay-Z). У Великій Британії High Hopes 10-й раз в кар'єрі музиканта очолив UK Album Chart, що є 6-им результатом в історії (стільки ж дисків у The Rolling Stones та U2).

## Список композицій
| #   | Назва                      | Тривалість |
| --- | -------------------------- | ---------- |
| 1.  | «High Hopes»               | 4:57       |
| 2.  | «Harry's Place»            | 4:04       |
| 3.  | «American Skin (41 Shots)» | 7:23       |
| 4.  | «Just Like Fire Would»     | 3:56       |
| 5.  | «Down in the Hole»         | 4:59       |
| 6.  | «Heaven's Wall»            | 3:50       |
| 7.  | «Frankie Fell in Love»     | 2:48       |
| 8.  | «This Is Your Sword»       | 2:52       |
| 9.  | «Hunter of Invisible Game» | 4:42       |
| 10. | «The Ghost of Tom Joad»    | 7:33       |
| 11. | «The Wall»                 | 4:20       |
| 12. | «Dream Baby Dream»         | 5:00       |

## Чарти

### Тижневі чарти
| Чарт (2014)                                          | Найвища позиція |
| ---------------------------------------------------- | --------------- |
| Австралія Australian Albums (ARIA)                   | 1               |
| Австрія Austrian Albums (Ö3 Austria)                 | 2               |
| Бельгія Belgian Albums (Ultratop Flanders)           | 1               |
| Бельгія Belgian Albums (Ultratop Wallonia)           | 2               |
| Croatian Albums (HDU)                                | 1               |
| Нідерланди Dutch Albums (MegaCharts)                 | 1               |
| Фінляндія Finnish Albums (Suomen virallinen lista)   | 1               |
| Франція French Albums (SNEP)                         | 2               |
| Німеччина German Albums (Media Control)              | 1               |
| Греція Greek Albums (IFPI)                           | 1               |
| Угорщина Hungarian Albums (MAHASZ)                   | 12              |
| Ірландія Irish Albums (IRMA)                         | 1               |
| Італія Italian Albums (FIMI)                         | 1               |
| Japanese Albums (Oricon)                             | 8               |
| Нова Зеландія New Zealand Albums (Recorded Music NZ) | 1               |
| Польща Polish Albums (ZPAV)                          | 6               |
| Шотландія Scottish Albums (OCC)                      | 1               |
| South African Albums (RISA)                          | 6               |
| Іспанія Spanish Albums (PROMUSICAE)                  | 1               |
| Швеція Swedish Albums (Sverigetopplistan)            | 1               |
| Велика Британія UK Albums (OCC)                      | 1               |
| США Billboard 200                                    | 1               |
| США Top Rock Albums (Billboard)                      | 1               |

### Річні чарти
| Чарт (2014)                        | Позиція |
| ---------------------------------- | ------- |
| Australian Albums (ARIA)           | 39      |
| Austrian Albums (Ö3 Austria)       | 33      |
| Belgian Albums (Ultratop Flanders) | 21      |
| Belgian Albums (Ultratop Wallonia) | 58      |
| Dutch Albums (Album Top 100)       | 22      |
| German Albums (Offizielle Top 100) | 40      |
| Italian Albums (FIMI)              | 24      |
| New Zealand Albums (RMNZ)          | 20      |
| Spanish Albums (PROMUSICAE)        | 30      |
| Swedish Albums (Sverigetopplistan) | 25      |
| Swiss Albums (Schweizer Hitparade) | 21      |
| UK Albums (OCC)                    | 67      |
| US Billboard 200                   | 101     |
| US Top Rock Albums (Billboard)     | 21      |